# Isnos
Isnos es un municipio colombiano ubicado en el suroccidente del departamento de Huila. Yace sobre la faja intertropical del mundo, en la cadena montañosa de la cordillera central, en el Sur del Alto Magdalena y sobre el Macizo Colombiano, considerado como la estrella fluvial más importante de Colombia que alberga gran parte de las riquezas en diversidad biológica y ecológica. Su extensión territorial es de 697 km², su altura es de 1.700 m s. n. m. y su temperatura promedio es de 18 °C.
Cuenta con una población de 28.530 habitantes de acuerdo con proyección del DANE para año 2019. Hace parte de la región Subsur del departamento del Huila. Su economía se basa en los sectores agrícola y pecuario, siendo el principal producto la caña panelera. El cual comercializa un volumen entre 1.000 y 1.200 toneladas de panela mensual, en las diferentes presentaciones (4 libras, pulverizada, kilo, libra, pastilla y panelin).

## Turismo
Además el turismo es otro reglón muy importante, gracias a la presencia de inmensas caídas de agua, como los Saltos del Mortiño y Bordones, el Alto de las Jarras, y también como eje geográfico de la cultura Agustiniana, ya que el municipio hace parte del complejo del Parque Arqueológico de San Agustín (Parques Arqueológicos Alto de los Ídolos y Alto de Las Piedras) que es uno de los más importantes espacios arqueológicos en Colombia y el mundo. Este fue declarado Patrimonio de la Humanidad por la Unesco en 1995.

## División Político-Administrativa
Además de su Cabecera municipal. Isnos tiene bajo su jurisdicción los siguientes Centros poblados:
- Bajo Junín
- Buenos Aires
- Ciénaga Grande
- Mondeyal
- El Salto de Bordones
- Florida

## Servicios

### Educativos
El municipio cuenta con varias instituciones educativas, entre las cuales se destacan:
- Institución Educativa José Eustacio Rivera
- Institución Educativa Bordones
- Institución Educativa Mondeyal
- Institución Educativa Salén
- Institución Educativa Belén
- Institución educativa San Vicente
- Institución educativa Mortiño